# Chocolat Tobler

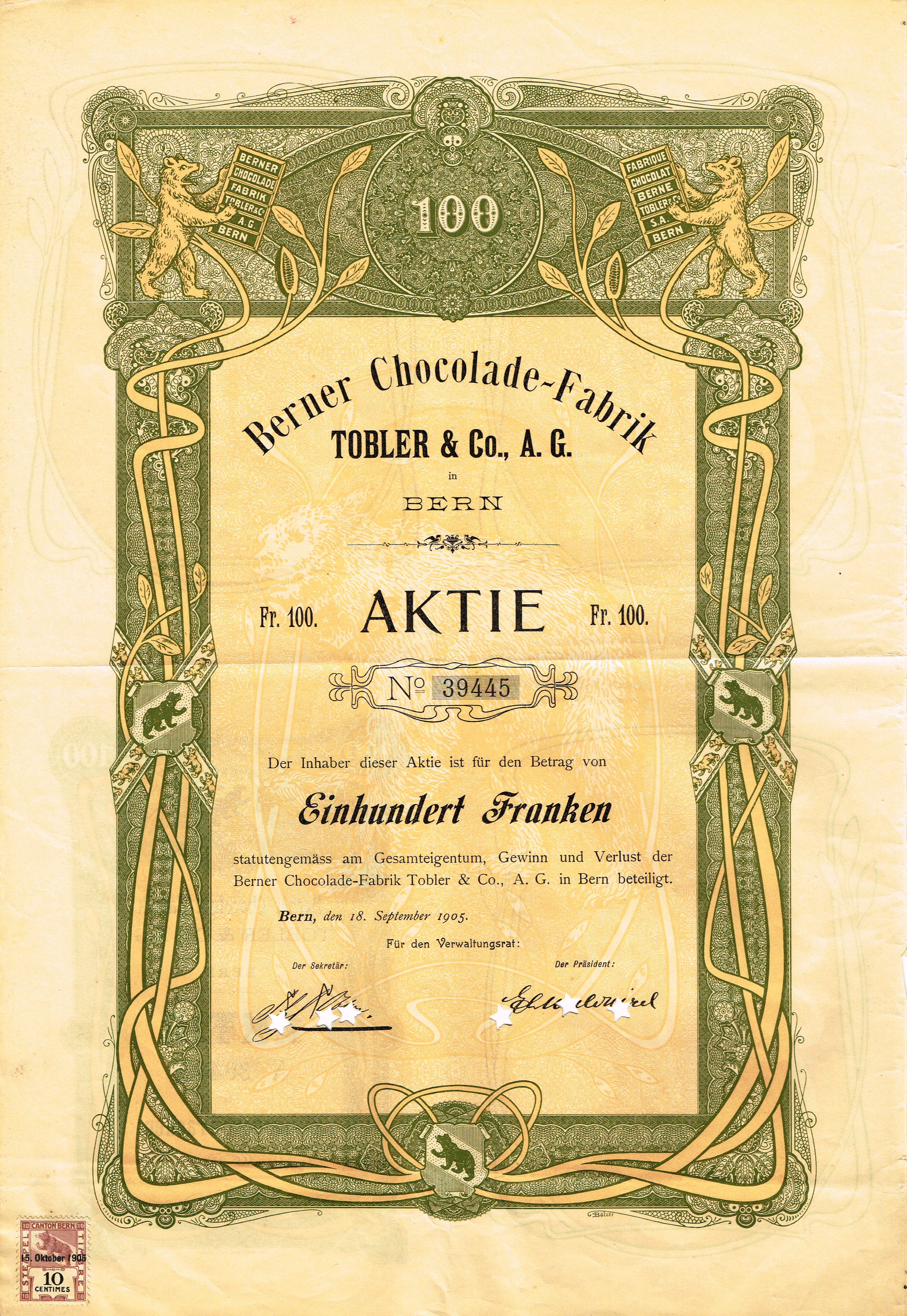
Aktie über 100 Franken der Berner Chocolade Fabrik Tobler & Co., AG vom 18. September 1905

Chocolat Tobler AG war ein Schweizer Schokoladenhersteller in Bern. 1868 eröffnete der 1830 als Johann Jakob Tobler in Lutzenberg im Kanton Appenzell Ausserrhoden geborene Jean Tobler in Bern sein erstes Süsswarengeschäft. 1899 gründete er zusammen mit seinen Söhnen die Fabrique de Chocolat Berne, Tobler & Cie., 1912 wurde sie zur Aktiengesellschaft Chocolat Tobler AG.
1908 entwickelten Theodor Tobler und sein Cousin Emil Baumann die Toblerone, das erfolgreichste und bekannteste Produkt der Firma und das einzige, das heute noch hergestellt wird. Der Name Toblerone setzt sich aus dem Namen Tobler und dem italienischen Wort für «Honig-Mandel-Nougat», Torrone, zusammen.
Das Unternehmen schloss sich 1970 mit der Chocolat Suchard S.A. zur Interfood zusammen. 1982 erwarb Klaus J. Jacobs die Interfood und formierte sie mit seiner Kaffeegruppe zur Jacobs Suchard SA. 1990 verkaufte er diese an den Tabakkonzern Philip Morris, der kurz zuvor bereits Kraft Foods übernommen hatte; 2007 spaltete Philip Morris den Nahrungsmittelzweig wieder ab.
1985 wurde die Fabrik im Berner Länggassquartier stillgelegt und die Produktion nach Bern-Brünnen verlegt. Das ehemalige Fabrikgebäude wurde umgebaut und beherbergt seit 1993 Teile der Universität Bern, genannt Unitobler.
2008 erschien anlässlich des 100. Geburtstags der Toblerone das Buch «100 Jahre Toblerone – die Geschichte eines Schweizer Welterfolgs».
Seit Mitte 2023 produziert Mondelez International, wie Kraft-Foods seit 2012 heisst, Teile der Toblerone in der Slowakei. Aufgrund der Verlagerung verlor die Toblerone auch die «Swissness», da die Produkte zu einem zu grossen Anteil nicht mehr in der Schweiz produziert werden. Dadurch ist es dem Unternehmen untersagt das Produkt mit «Made In Switzerland» oder dem Schweizerischen Nationalsymbol zu bewerben, weshalb auch die Verpackung der Toblerone abgeändert werden musste. Diese trägt nun nicht mehr das Matterhorn, sondern ein verändertes Berg-Logo, der in das Logo integrierte Bär wurde jedoch beibehalten.